# Rów Bougainville’a
Rów Bougainville’a (ang.: Bougainville Trench) – rów oceaniczny znajdujący się w dnie zachodniej części Oceanu Spokojnego, na południowy zachód od Wyspy Bougainville’a.
Długość Rowu wynosi 330 km, średnia szerokość 39 km, a maksymalna głębokość 9103 m. W północnej części łączy się z Rowem Nowej Brytanii.